# Dorfkirche Garzin
Die Dorfkirche Garzin ist die evangelische Kirche von Garzin, einem Ortsteil der Gemeinde Garzau-Garzin im Landkreis Märkisch-Oderland in Brandenburg. Das Dorf liegt im Naturpark Märkische Schweiz.
Die einschiffige rechteckige Saalkirche ist eine Feldsteinkirche und stammt aus dem 13. Jahrhundert. Der westlich vorgelagerte Turm gleicher Breite wurde sehr wahrscheinlich erst in der zweiten Hälfte des 15. Jahrhunderts über das Schiff hinaus erhöht. Auf der Südseite befindet sich ein späterer Anbau mit der Sakristei. Das Innere der Kirche schmückt ein spätgotischer Altaraufsatz aus der Zeit um 1490 mit einer Kreuzigungsgruppe und je sechs Aposteln, die in zwei Reihen angeordnet sind. Die Kirche befindet sich östlich des Garziner Angers inmitten des Kirchhofs und ist samt Kirchhof von einer Feldsteinmauer umgeben.

## Zugehörigkeit, Gemeinde und heutige Nutzung
Die Ersterwähnung des Straßenangerdorfs Garzin erfolgte 1309 im Namen des Strausberger Konsuls Johanne de Garzin. Das Landbuch Karls IV. von 1375 verzeichnete 72 Hufen, davon vier Pfarrhufen. Bis zu Beginn des 16. Jahrhunderts war Garzin im Besitz des Adelsgeschlechts Wulkow, anschließend im Besitz derer von Pfuel. Obwohl westlich der Grenzlinie Löcknitz/Stobber gelegen, die den Barnim und Lebus weitgehend trennte, zählte der Ort im Mittelalter anfänglich zum Bistum Lebus, wurde dann aber 1459 in der Matrikel des Bisthumes Brandenburg nach den Probsteistühlen zur Sedes Strausberg im Bistum Brandenburg gerechnet.
Heute ist die Kirchengemeinde Teil des „Pfarrsprengels Märkische Schweiz“ im Kirchenkreis Oderland-Spree der Evangelischen Landeskirche Berlin-Brandenburg-schlesische Oberlausitz (EKBO). Neben regelmäßigen Gottesdiensten finden in der Kirche Konzerte im Rahmen des Musiksommers Märkische Schweiz Feldstein und Musik statt.

## Gebäude und Ausstattung
Matthias Friske gibt für den Turm eine Länge von 7 Metern und für das Kirchenschiff eine Länge von 18,2 Metern an. Die Breite beider Gebäudeteile beträgt 9,5 Meter. Das Mauerwerk besteht im Schiff und im Turm bis zur Schiffshöhe aus regelmäßigen Feldsteinquadern.

### Kirchengebäude
Über die Baugeschichte liegen nur wenige Daten vor. Von größeren Verwüstungen im Dreißigjährigen Krieg (1618–1648), von denen verschiedene Kirchenbauten auf dem südöstlichen Barnim wie beispielsweise Bollersdorf betroffen waren, blieb der Garziner Kirchenbau sehr wahrscheinlich verschont; zumindest ist hierüber nichts Näheres bekannt.

#### Kirchturm

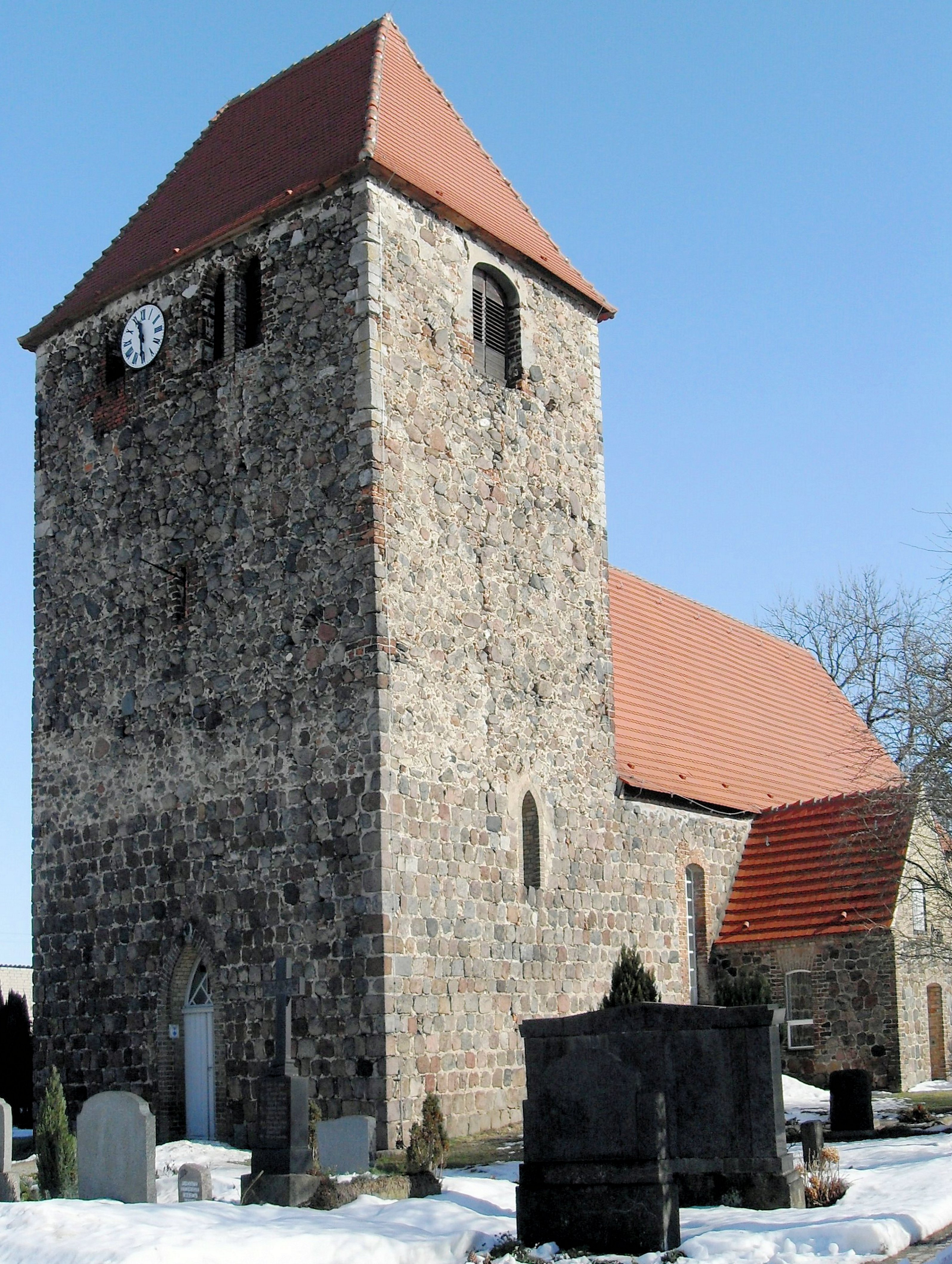
Turm und Schiff im Februar 2010

Das Mauerwerk des rechteckigen Kirchturms besteht über der Schiffshöhe aus unregelmäßigen Feldsteinen. Dabei sind die Kanten im obersten Teil, etwa vom Dachfirst des Satteldachs des Schiffs bis zum Turmdach, aus Kalkstein abgesetzt. Der Kalksteinabschluss deutet darauf hin, dass die Erhöhung des Turms über das Schiff hinaus etwa in der zweiten Hälfte des 15. Jahrhunderts erfolgte. Dieser Erhöhung ging möglicherweise eine kleinere Aufstockung voraus. Auffällig ist nach Friske die geringe Gliederung des Turms, der ursprünglich kein Westportal und auch keine Fenster besessen habe. Dieses verputzte spitzbogige Westportal stammt aus dem 19. Jahrhundert. Über der Pforte, in der Mitte des Turms, sitzt ein sehr schmales, schlitzartiges Backsteinfenster. Darüber, unter dem Turmdach, liegen vier schmale, rundbogige Schallluken, zwischen denen eine Uhr mit römischem Zifferblatt eingefügt ist. Die gegenüberliegende Turmostseite weist gleichfalls vier enge rundbogige Klangarkaden auf, während die anderen Turmseiten jeweils nur ein, aber deutlich breiteres Schallfenster aufweisen. Dabei ist in das Fenster der Nordseite eine weitere Uhr mit römischem Zifferblatt eingelassen. Sämtliche Schallfenster haben Backsteingewände, in die Klanglamellen eingefügt sind, um die Glockenstube vor eindringendem Schlagregen zu schützen. Ein gewalmtes Satteldach mit roten Dachziegeln deckt den Turm.

#### Kirchenschiff
Der spätere Anbau auf der Schiffssüdseite hat ein Portal und im Giebel eine verbretterte, rundbogige Fensteröffnung. Aufgrund des Vorbaus befinden sich auf dieser Seite nur drei schmale, ehemals spitzbogige Fenster, die heute einen Rundbogen haben und mit roten Backsteinen eingefasst sind. Auf der Nordseite liegen vier derartige Fenster. In der Ostwand am Ende des Schiffs ist eine spitzbogige Gruppe aus drei Fenstern noch in alter Form erhalten. Diese Fenster sind nach wie vor von Feldsteinen ummauert. Über dieser Dreiergruppe liegt im Ostgiebel ein weiteres, kleines rundbogiges Fenster. Sämtliche Fenster sind sehr schlicht. Wie die Datierung einer Wetterfahne (siehe unten) mit 1574 nahelegt, erfolgten um diese Zeit auf Veranlassung des Pfuelschen Kirchenpatrons sehr wahrscheinlich verschiedene Umbauten oder Instandsetzungen.

### Wetterfahne und Glocken
An die Herrschaft der von Pfuel erinnert eine Wetterfahne mit der Jahreszahl 1574 und dem Wappen des alten Adelsgeschlechts, das schon 926 erstmals in die spätere Mark Brandenburg gekommen sein soll. Eine Glocke im Turm, die heute noch zu besonderen Anlässen geläutet wird, stammt angeblich aus dem 17. Jahrhundert. Zwei ältere Glocken gingen verloren. Eine mittelalterliche Glocke, wahrscheinlich aus dem 14. Jahrhundert, wurde 1945 in Müncheberg zerstört. Eine in Hamburg gegossene Glocke aus dem Jahr 1580 war bereits 1903 umgegossen worden. Sie trug ein Medaillon mit dem Urteil des Paris und die Inschrift:

„Ick bin gegaten in gades ehr dennen zesieter se seit er hor me her wen ick klinge so denk thor stundt das christ der bas dir bassunen kumpt to vorderen all gericht. Darumeb holthi und sundige nicht vor all sunde de di began lath christum den vorloser stan truw ehm heb leff do boet up erden so werste exich salich werden. Anno dom. MDLXXX – Gegaten tho hamborch Anno dom. MDLXXXXXIIII Junii In gades namen bin ich geflaten Hans van damme hat mi gegaten.“

### Innenraum und Inventar

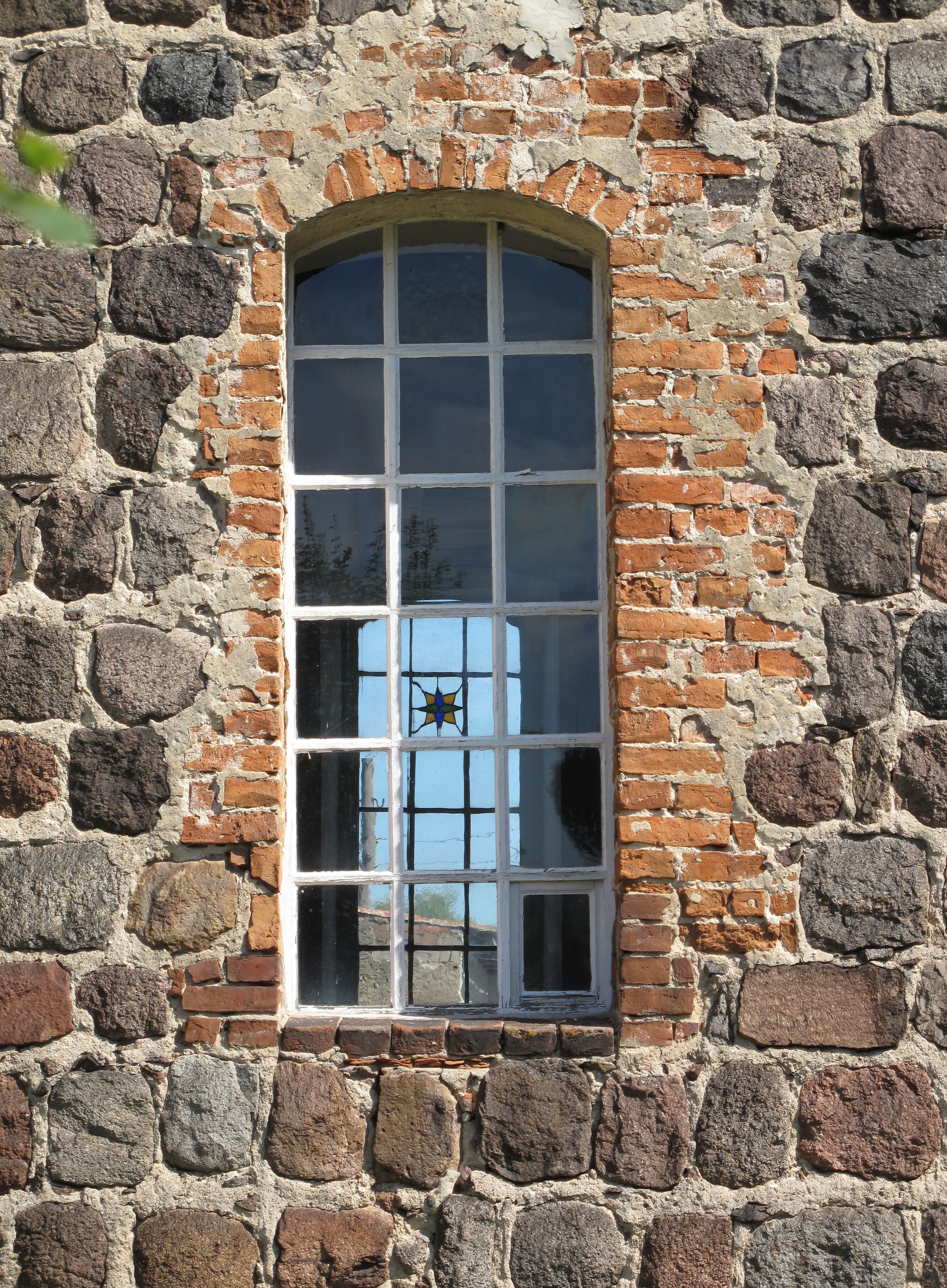
Mauerwerk und Fenster

Der Innenraum ist ungegliedert und hat eine flache Decke. Die einseitige Empore soll aus dem Jahr 1600 stammen. Die Schnitzwerke des spätgotischen Altaraufsatzes kommen aus der Zeit um 1490. Die Kreuzigungsgruppe im Mittelteil des Aufsatzes ist laut Friske für die vorreformatorische Zeit auf dem Barnim außergewöhnlich. Der Schöpfer dieses Altars habe auch die Schnitzaltäre der Kirchen in Bernikow und Zicher im ehemaligen Kreis Königsberg in der Neumark angefertigt. Je sechs Apostel flankieren die Kreuzigungsszene in zwei Reihen. Friske hält es für möglich, dass sie einmal jeweils zu sechst in den Flügeln standen, denn der rechteckige Schrein ist eine Ergänzung aus dem 19. Jahrhundert, sodass es sich bei der ursprünglichen Anordnung um ein Triptychon gehandelt haben könnte. Dann wäre die schmale Gruppe mit Maria und Johannes unter dem Gekreuzigten in der Mitte vielleicht von nicht mehr vorhandenen Figuren umgeben gewesen. Der Taufstein mit einer Taufschale aus Messing stammt laut Angabe der „Lokalen Aktionsgruppe Märkische Schweiz e. V.“ aus dem 17. Jahrhundert. Ein Silberkelch wird auf das gleiche Jahrhundert datiert.
Wie Theodor Fontane 1863 in den Wanderungen durch die Mark Brandenburg mitteilte, hatte ein Pfuel die unteren Räume seines Jahnsfelder Herrenhauses im 19. Jahrhundert nach Art eines Familienmuseums eingerichtet und dazu verschiedene Erinnerungsstücke aus den Pfuelschen Besitzungen zusammengetragen. Dazu gehörte ein Bildnis einer Anna von Pfuel aus der Garziner Kirche:

„Es stellt eine junge, reichgeschmückte Frau dar, lebensgroß, ganze Figur. Im Haar scheint sie eine Brautkrone zu tragen. Ort und Jahreszahl lauten: Garzin, 1594. Dies ist das älteste Bild der Sammlung. Die Behandlung, besonders der Gewandung, ist noch steif und faltenlos.“